# Cuadrilla de Sánchez
Cuadrilla de Sánchez är ett samhälle i kommunen Luvianos i delstaten Mexiko i Mexiko. Cuadrilla de Sánchez hade 139 invånare vid folkräkningen år 2020.